# بیگندن
بیگندن (به انگلیسی: Biggenden) یک شهرک در استرالیا است که در کوئینزلند واقع شده‌است.